# Symbolique du chiffre 3 dans la mythologie celte
 (avril 2022).
La mise en forme du texte ne suit pas les recommandations de Wikipédia : il faut le « wikifier ».
Les points d'amélioration suivants sont les cas les plus fréquents :
- Les titres sont pré-formatés par le logiciel. Ils ne sont ni en capitales, ni en gras.
- Le texte ne doit pas être écrit en capitales (les noms de famille non plus), ni en gras, ni en italique, ni en « petit »…
- Le gras n'est utilisé que pour surligner le titre de l'article dans l'introduction, une seule fois.
- L'italique est rarement utilisé : mots en langue étrangère, titres d'œuvres, noms de bateaux, etc.
- Les citations ne sont pas en italique mais en corps de texte normal. Elles sont entourées par des guillemets français : « et ».
- Les listes à puces sont à éviter, des paragraphes rédigés étant largement préférés. Les tableaux sont à réserver à la présentation de données structurées (résultats, etc.).
- Les appels de note de bas de page (petits chiffres en exposant, introduits par l'outil «  Source ») sont à placer entre la fin de phrase et le point final[comme ça].
- Les liens internes (vers d'autres articles de Wikipédia) sont à choisir avec parcimonie. Créez des liens vers des articles approfondissant le sujet. Les termes génériques sans rapport avec le sujet sont à éviter, ainsi que les répétitions de liens vers un même terme.
- Les liens externes sont à placer uniquement dans une section « Liens externes », à la fin de l'article. Ces liens sont à choisir avec parcimonie suivant les règles définies. Si un lien sert de source à l'article, son insertion dans le texte est à faire par les notes de bas de page.
- La présentation des références doit suivre les conventions bibliographiques. Il est recommandé d'utiliser les modèles {{Ouvrage}}, {{Chapitre}}, {{Article}}, {{Lien web}} et/ou {{Bibliographie}}. Le mode d'édition visuel peut mettre en forme automatiquement les références.
- Insérer une infobox (cadre d'informations à droite) n'est pas obligatoire pour parachever la mise en page.

Pour une aide détaillée, merci de consulter Aide:Wikification.
Si vous pensez que ces points ont été résolus, vous pouvez retirer ce bandeau et améliorer la mise en forme d'un autre article.
 (avril 2022).
Le chiffre 3 est un chiffre important dans de nombreuses mythologies, comme la mythologie égyptienne ou encore la mythologie grecque, mais sa symbolique est tout autant présente dans la mythologie celtique. Cela est le cas depuis des millénaires et est appuyé par de nombreuses représentations de ce chiffre dans les croyances celtes.

## Les représentations physiques du chiffre 3

### Le triskèle

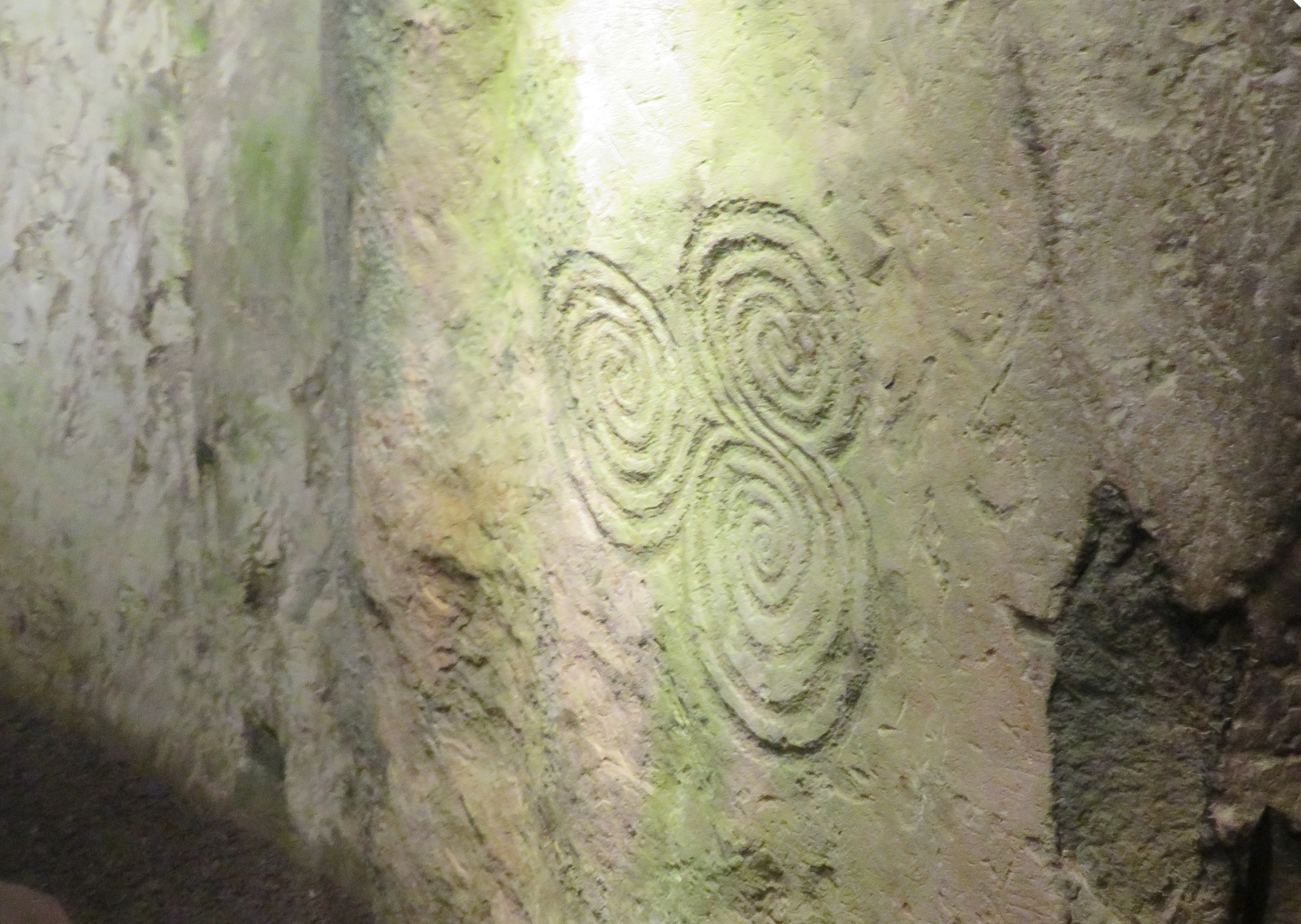

Le triskèle est un signe que l'on croise souvent lorsque l'on s'intéresse à la mythologie celte, en effet, ce symbole représentant trois branches incurvées partant d'un point central nous suggère avant tout une idée d'harmonie et de perpétualité mais des recherches plus poussées ont permis d'autres théories d'être mises en avant.
On retient notamment l'idée très présente chez les Celtes de l'harmonie entre les trois royaumes; la terre, la mer et le ciel, le triskèle serait donc une représentation  de la nature comme une compilation de ces trois royaumes ou bien comme une compilation des mondes animal, végétal et minéral,.

### La croix celtique

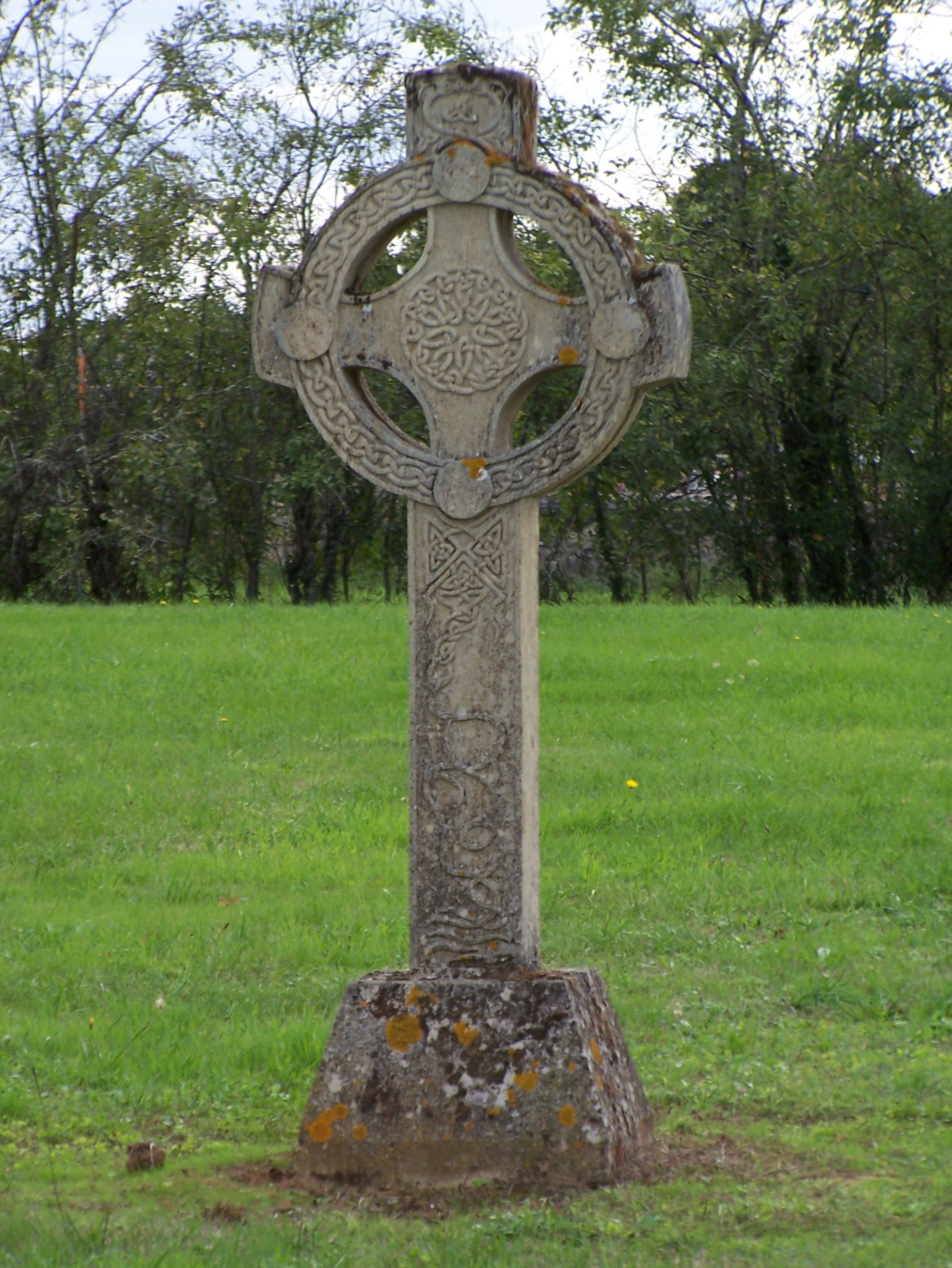

La croix celtique est, elle aussi, omniprésente dans la culture celte. Elle se compose d'un cercle qui s'inscrit sur une croix, c'est un symbole du christianisme celtique, elle fusionne donc la pensée chrétienne, avec la croix, et la pensée celte, avec le cercle.
En effet, ce dernier est un symbole important dans la symbolique celtique car les différents niveaux de l'univers y sont représentés par des cercles; le chaos /la Source (Keugant), le monde terrestre / expérience humaine (Abred), la lumière / le cercle final (Gwenwed).

### Les dolmens

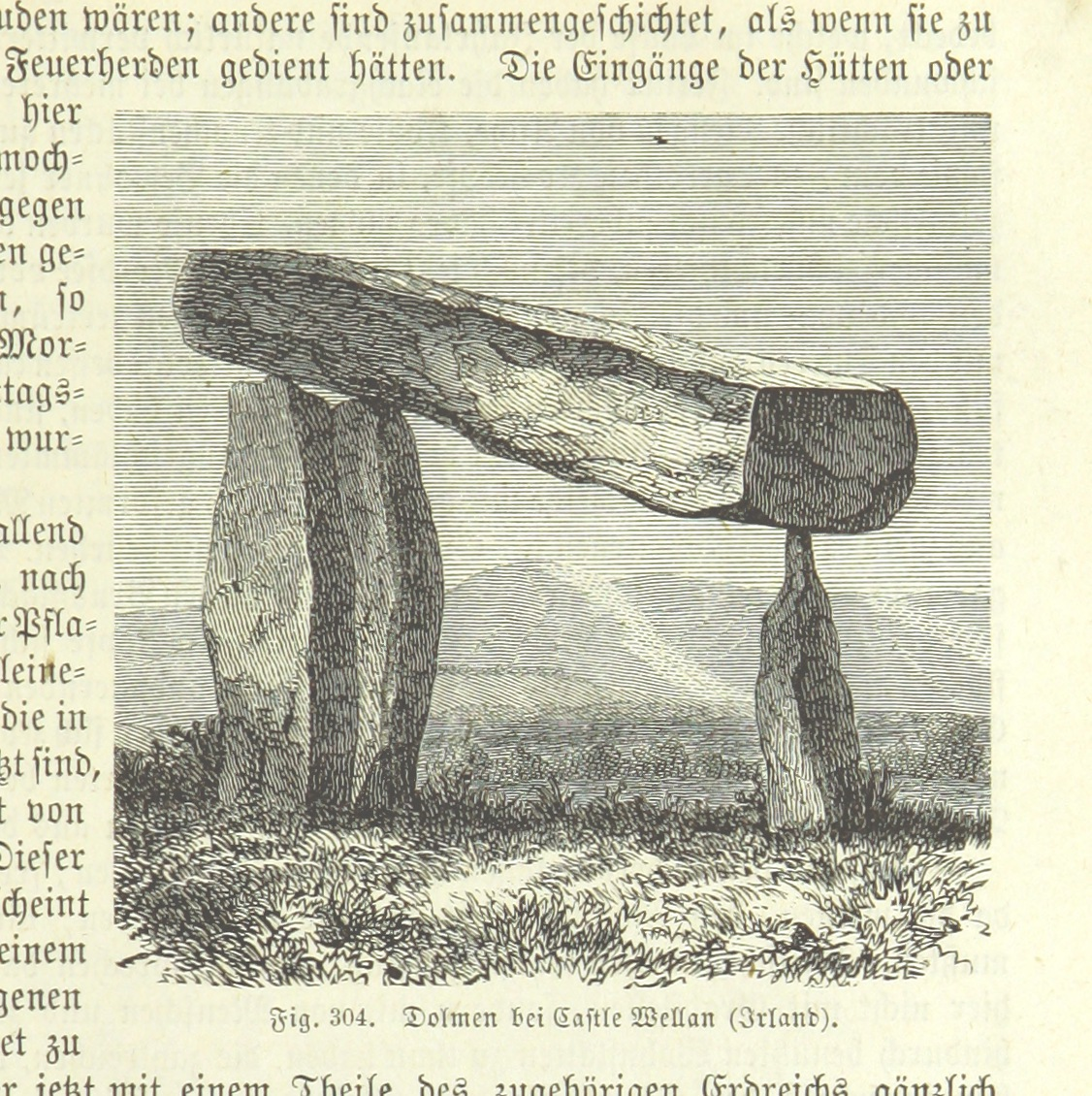

Les dolmens sont des édifices préhistoriques repris par les celtes, les dolmens celtes sont identifiables par leur utilisation du chiffre 3, en effet, force a été de constater que le peuple celtique plaçait les dolmens sur trois pierres et non deux comme il était aurait été simple de faire.
Le chiffre 3 a notamment un lien avec les divinités ce qui permet d'expliquer une telle utilisation des pierres; il fait référence aux divinités celtes à trois têtes.

## Les représentations du chiffre 3 dans la société celte

### La découpe du temps
Chez les celtes, le temps est lui aussi découpé en trois parties; le passé, le présent et le futur. Bien qu'à notre époque, cela nous semble évident, ce n'était pas le cas des sociétés contemporaines des celtes. C'est une vision du temps qui a été étroitement liée au triskèle par les différentes découvertes archéologiques liées aux sociétés celtes.

### Les divinités
Ce schéma triple se retrouve aussi dans le domaine du divin celte; les fonctions des dieux sont découpées en trois; une fonction sacrée, une guerrière et une productive. Toujours dans le même domaine, on associe le triskèle à trois divinités; Lug (divinité universelle, artisan du monde), Ogme (divinité guerrière) et Dagda (divinité druidique).
Ce chiffre trois se retrouve à nouveau dans la totalité de la mythologie celte avec l'apparition régulière de trois frères qui peuvent aller jusqu'à avoir le même nom comme. On peut citer, comme exemple de ce schéma trifonctionnel, les fils de la déesse Danu; Iuchar, Iucharba et Brian,.

### Le fonctionnement sociétaire
Dans la société celte, on retrouve, ici encore, un fonctionnement basé sur le chiffre 3; les classes sociales suivent trois catégories différentes: les druides, les guerriers et les travailleurs.
Dans l'idéologie et le fonctionnement quotidien des celtes, le chiffre 3 représente aussi les bases de leurs vies: les dieux, la société et la nature.